# Conophymacris
Conophymacris is een geslacht van rechtvleugeligen uit de familie veldsprinkhanen (Acrididae). De wetenschappelijke naam van dit geslacht is voor het eerst geldig gepubliceerd in 1933 door Willemse.

## Soorten
Het geslacht Conophymacris omvat de volgende soorten:
- Conophymacris cangshanensis Zheng & Mao, 1996
- Conophymacris chinensis Willemse, 1933
- Conophymacris chuxiongensis Wang, 1993
- Conophymacris conicerca Bi & Xia, 1984
- Conophymacris jiulongensis Zheng, Niu & Shi, 2009
- Conophymacris nigrofemora Liang & Lin, 1993
- Conophymacris szechwanensis Chang, 1937
- Conophymacris viridis Zheng, 1980
- Conophymacris xianggelilaensis Zheng, Niu & Shi, 2009
- Conophymacris yunnanensis Zheng, 1977